# Flughafen Berlin Brandenburg
Flughafen Berlin Brandenburg GmbH (fram till december 2011 Flughafen Berlin-Schönefeld GmbH) är bolaget som sköter Berlins storflygplats Berlin Brandenburgs flygplats.
Fram till dess nedläggning 2008 var man även ansvarigt för driften av Tempelhof samt för Tegel som lades ner 2020. Schönefeld är idag Terminal 5 på Berlin Brandenburgs flygplats. 